# Volta a Ístria
La Volta a Ístria (en croat: Kroz Istru) és una competició ciclista croata per etapes que es disputa per la regió d'Ístria. La primera edició data del 2003 i està reservada a ciclistes de categoria júnior (17 i 18 anys). Ha format part de la Copa del Món UCI júnior i de la Copa de les Nacions UCI júnior.

## Palmarès
| Any  | Vencedor               | Segon                | Tercer              |
| ---- | ---------------------- | -------------------- | ------------------- |
| 2003 | Grega Bole             | Simon Špilak         | Viktor Tonev        |
| 2004 | Petr Novotný           | Marcel Wyss          | Herbert Pudans      |
| 2005 | Gatis Smukulis         | Rein Taaramäe        | Kristijan Đurasek   |
| 2006 | Blaž Jarc              | Pim Ligthart         | Massimo Graziato    |
| 2007 | Yannick Eijssen        | Stijn Steels         | Tomas Alberio       |
| 2008 | Peter Sagan            | Fabio Felline        | Johan Le Bon        |
| 2009 | Zico Waeytens          | Tim Wellens          | Arnaud Démare       |
| 2010 | Anul·lada              | Anul·lada            | Anul·lada           |
| 2011 | Alexey Rybalkin        | Matej Mohorič        | Magnus Cort Nielsen |
| 2012 | Mads Pedersen          | Søren Kragh Andersen | Federico Zurlo      |
| 2013 | Tao Geoghegan Hart     | David Per            | Dmitry Strakhov     |
| 2014 | Aurélien Paret-Peintre | Lennard Kämna        | Pierre Idjouadiène  |
| 2015 | Anul·lada              | Anul·lada            | Anul·lada           |